# 布伊梅爾河
布伊梅爾河（烏克蘭語：Буймер），是烏克蘭的河流，位於該國東北部，屬於奧列什尼亞河的支流，發源自奧沃季夫卡西北面，流經蘇梅州，河道全長15公里。